# Chapelle Notre-Dame-des-Sept-Douleurs de Moustoir-Ac
Pour les articles homonymes, voir Notre-Dame-des-Sept-Douleurs (homonymie).
La chapelle Notre-Dame-des-Sept-Douleurs est un lieu de culte catholique dédié à Notre-Dame-des-Sept-Douleurs (Intron Vari er Seih Glahar en breton). Elle est également appelée chapelle de Kerhéro.

## Localisation
Elle est située en milieu rural dans la commune de Moustoir-Ac, dans le hameau de Kerhéro.

## Histoire
La chapelle Notre-Dame-des-Sept-Douleurs est construite en 1749, alors propriété de la famille de Langle. La cloche parrainée par cette même famille tinta pour la première fois le 26 décembre 1789, puis est remplacée en 1874. En 1896, la chapelle est entièrement reconstruite. Pendant ces travaux, l'eau indispensable à la maçonnerie était puisée au lieu-dit La Boulaye, situé à 1,8 km de la chapelle, puis charroyée dans des barriques jusqu'à la chapelle. L'autel, des établissements Rouillard d'Angers, est dressé en 1910. Elle sera vendu en 1912 à la commune. Elle est restaurée une première fois en 1943. Actuellement, les joints extérieurs, les vitraux et la toiture sont entièrement restaurés.

## Architecture
La chapelle affecte un plan rectangulaire, d'environ 20 × 10 m.
Elle possède une flèche disposée sur un clocheton à souche carrée ornée de pinacles à boule.
Le sol de la chapelle est dallé et les murs sont en granite non enduit. L'autel est en pierre blanche.
La chapelle possède plusieurs fenêtres en arc brisé dont le vitrail du chœur dédié à Notre-Dame-des-Sept-Douleurs.

### Statues
À l'intérieur, se trouve une statue polychrome de saint Georges, vêtu en cavalier d'Empire, et son cheval terrassant le dragon, symbole du Mal. Allégorie du triomphe du christianisme sur le paganisme. Statue en bois datant du début du XIXe siècle, elle est portée lors des processions. Elle est classée au titre des monuments historiques depuis 1981.
Une statue de Saint Cornély, le saint protecteur du bétail, est aussi présente dans la chapelle. Au pied du Saint, deux bêtes à cornes sont présentes.
Les statues de saint Joseph et de sainte Barbe - patronne de la paroisse - sont également présentes dans la chapelle.

## Pardon

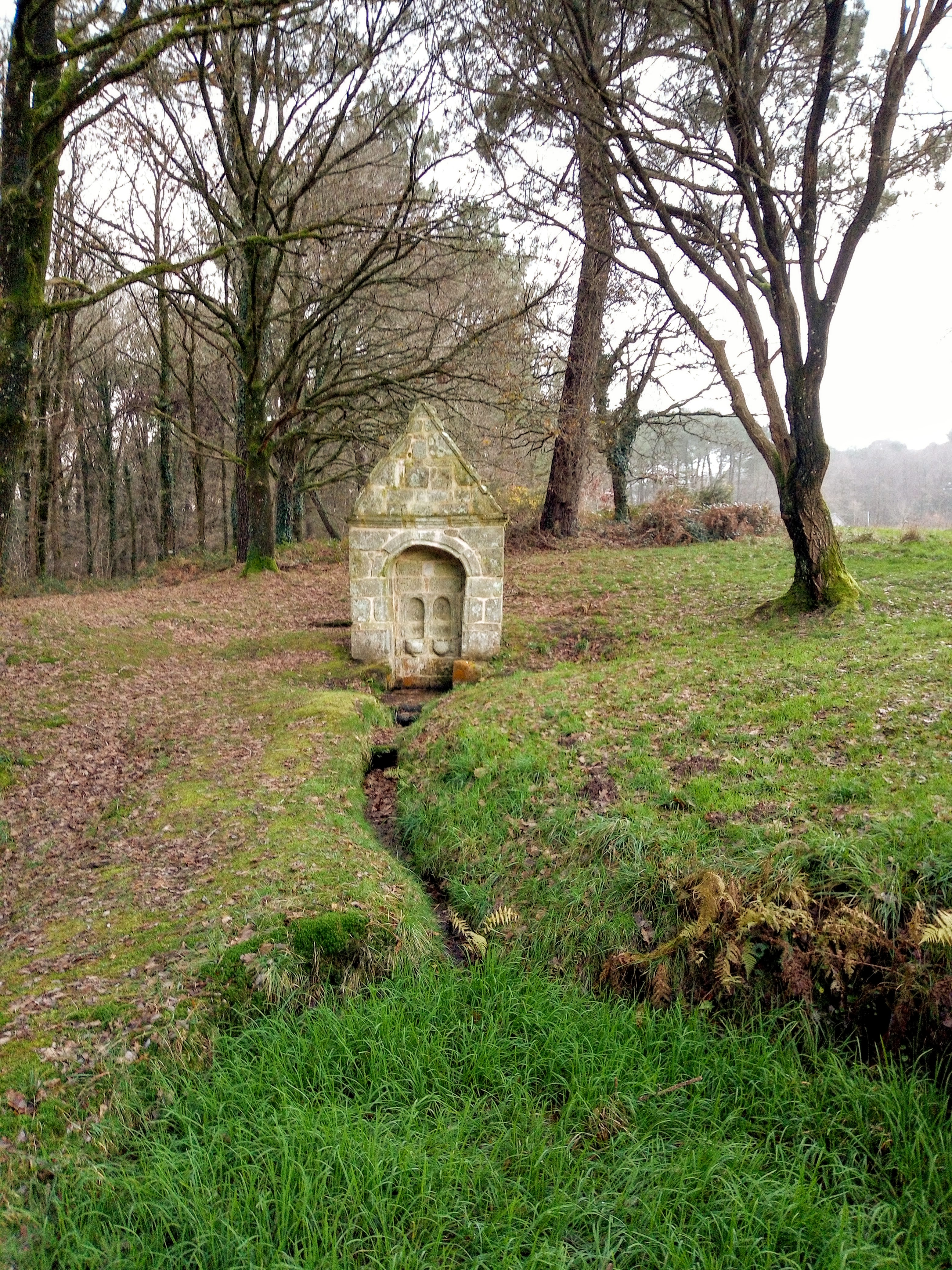
La fontaine de Bodéno avec son bassin où se déroule le pardon.

La chapelle Notre-Dame-des-Sept-Douleurs, accueille le pardon de Kerhéro le troisième dimanche de septembre. On l'appelle également le « pardon des chevaux ». La cérémonie doit placer les participants sous la protection de Saint Georges. Elle commence par une messe solennelle, chantée en breton à la chapelle, suivie de la procession à la fontaine de Bodéno. Lors de la procession, des dizaines de cavaliers portant des bannières, suivis des fidèles, descendent de la chapelle jusqu'à la fontaine de Bodéno. Puis, les cavaliers font descendre leurs chevaux enrubannés dans le bassin en aval de la fontaine.
En 2013, Raymond Centène, évêque du diocèse de Vannes, a participé au pardon attirant une foule plus nombreuse que d'habitude. Puis, il a béni les cavaliers et leurs montures, les fidèles, l'eau de la fontaine, le feu de joie et les bannières.

## Galerie

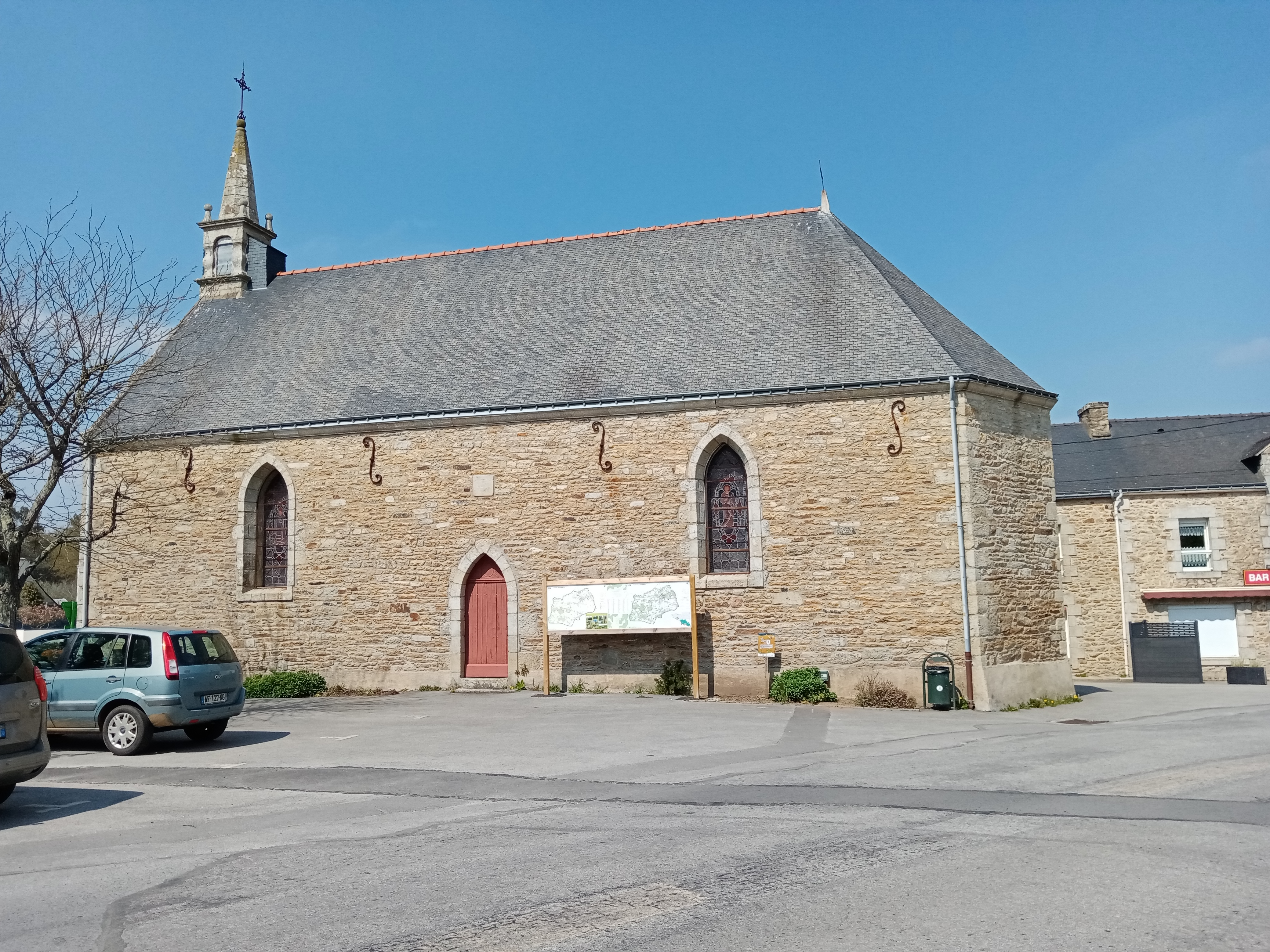
Vue générale
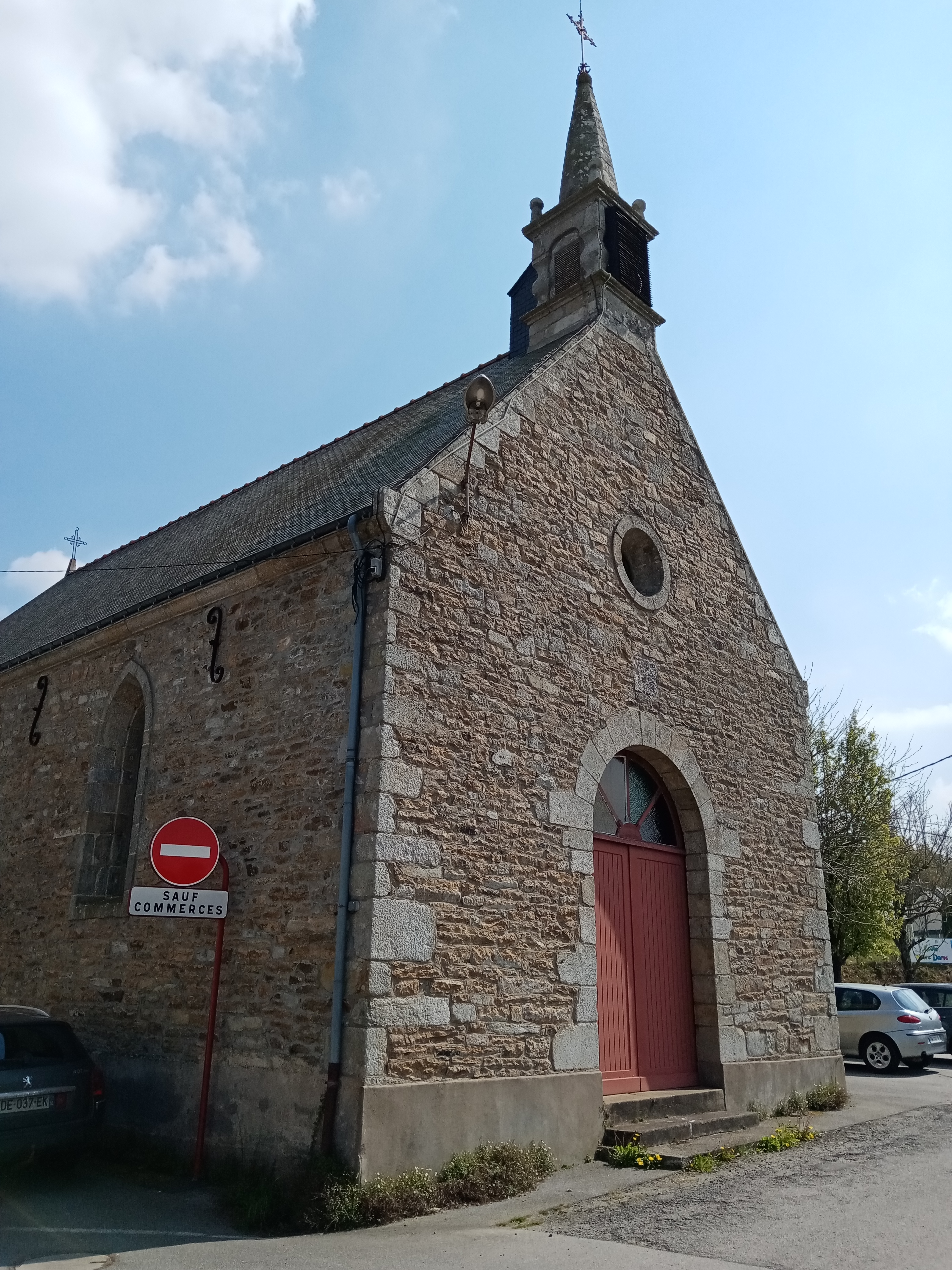
Vue de profil de la façade
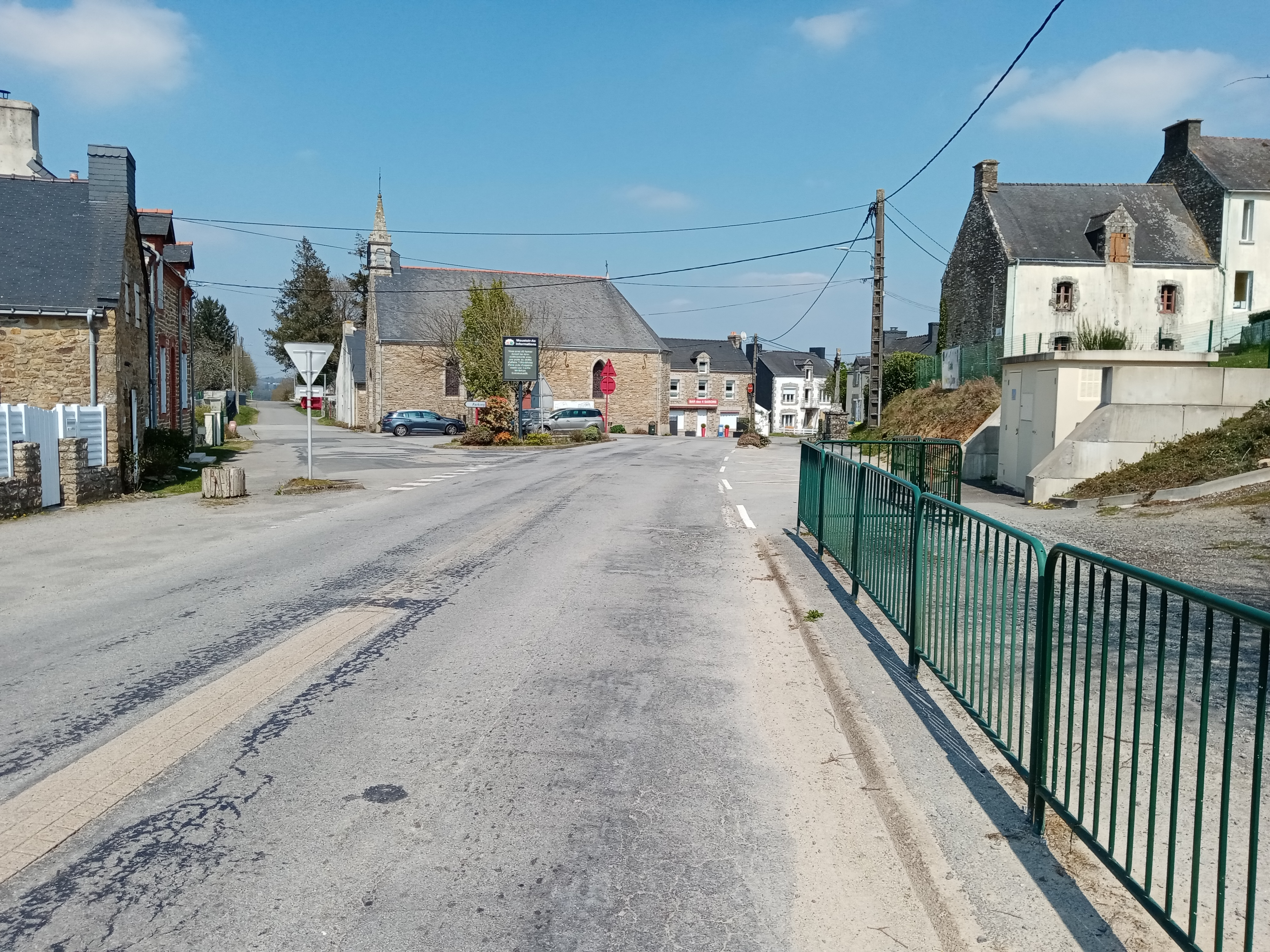
Vue de la Place Saint-Georges
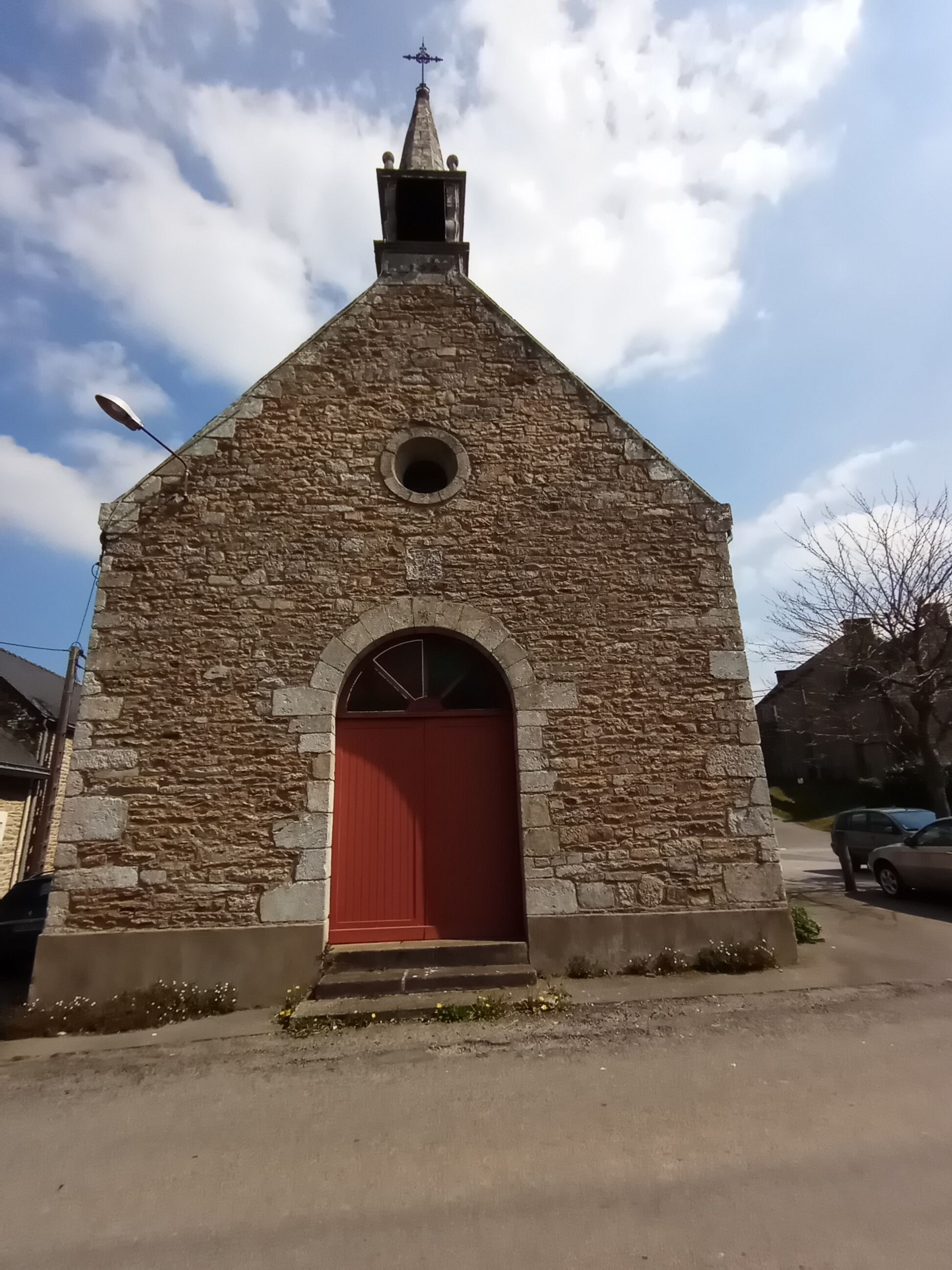
Façade
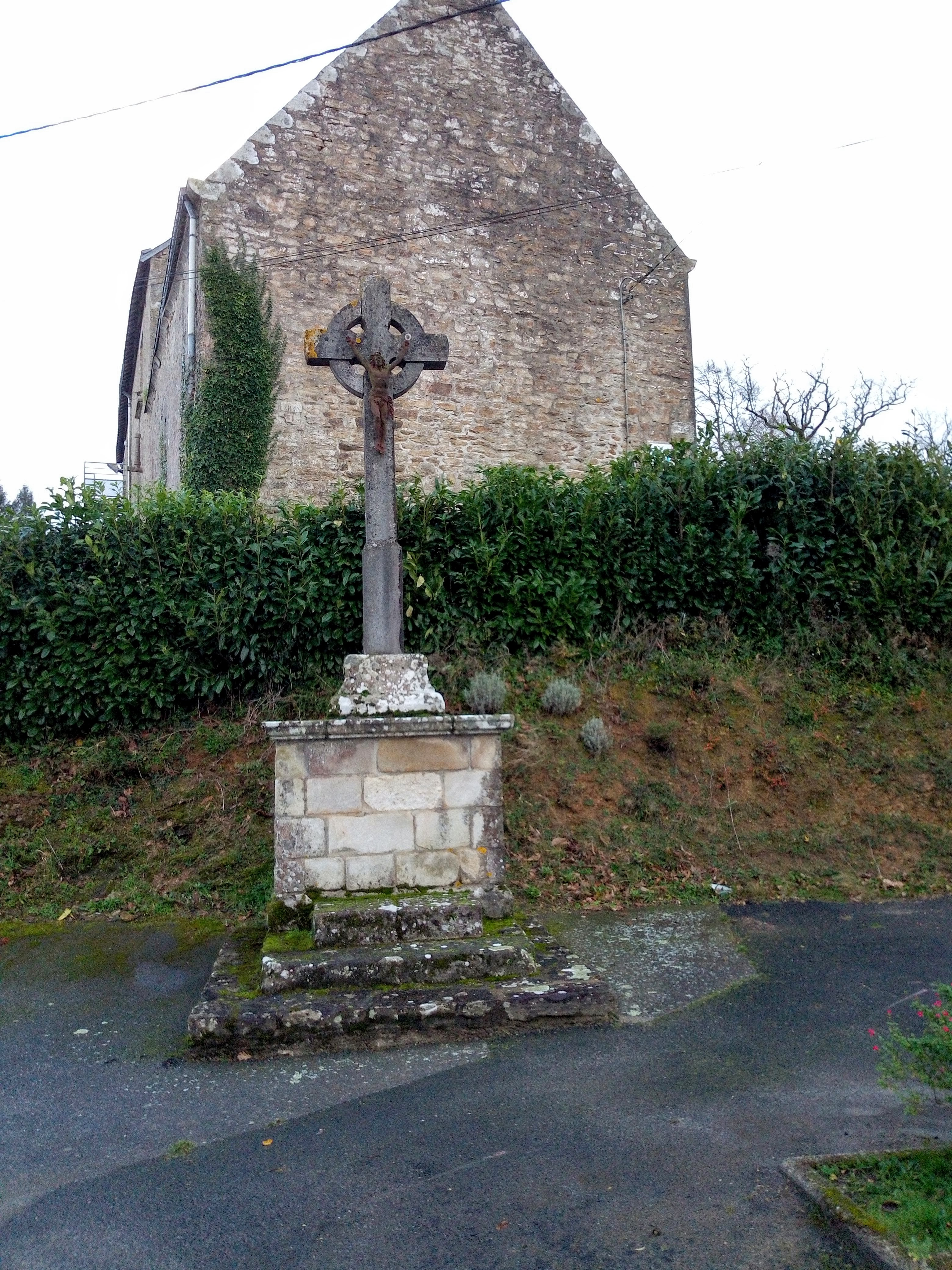
Calvaire de Kerhéro situé sur la même place
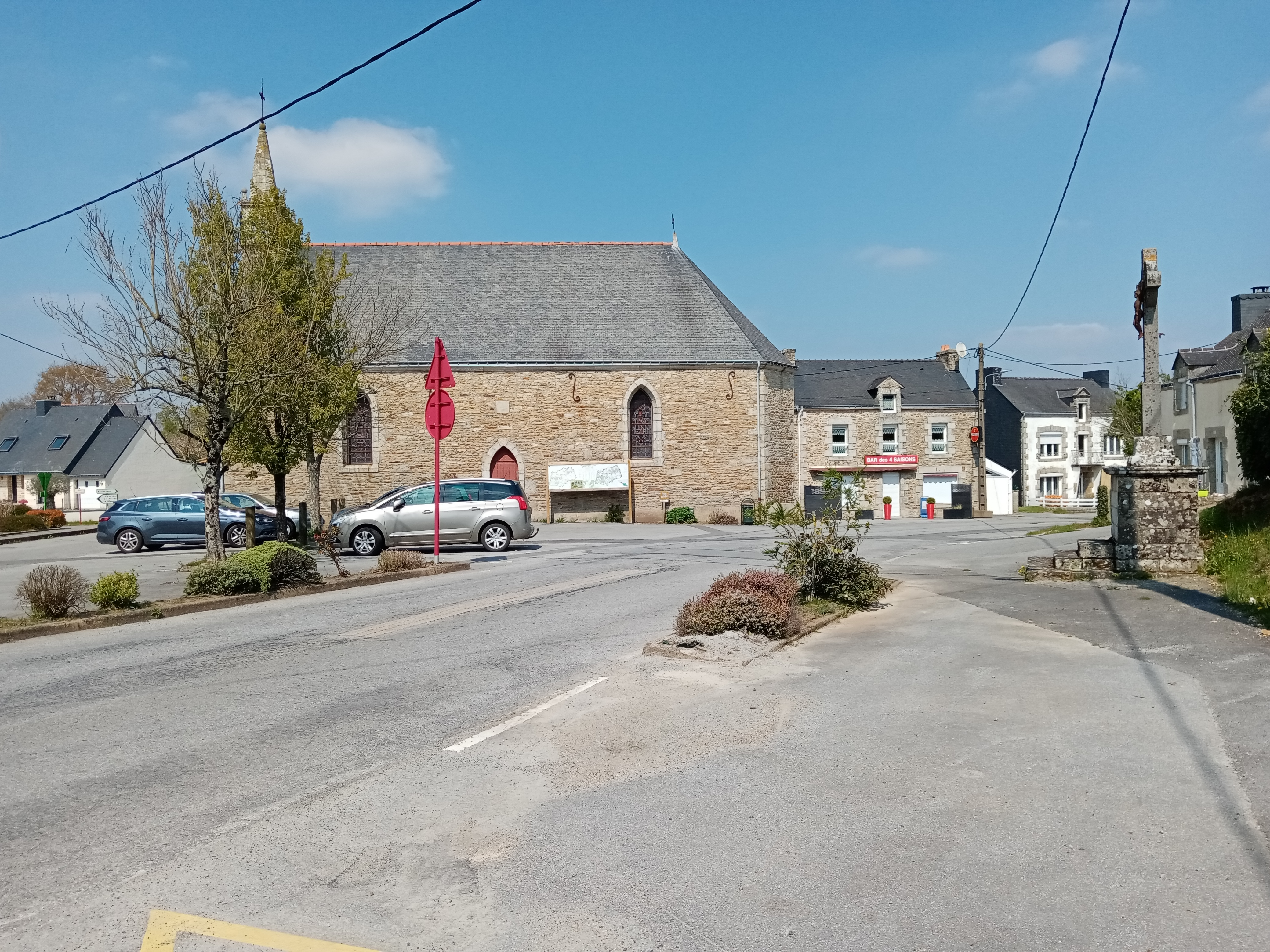
La chapelle et le calvaire